# Пангерманизм

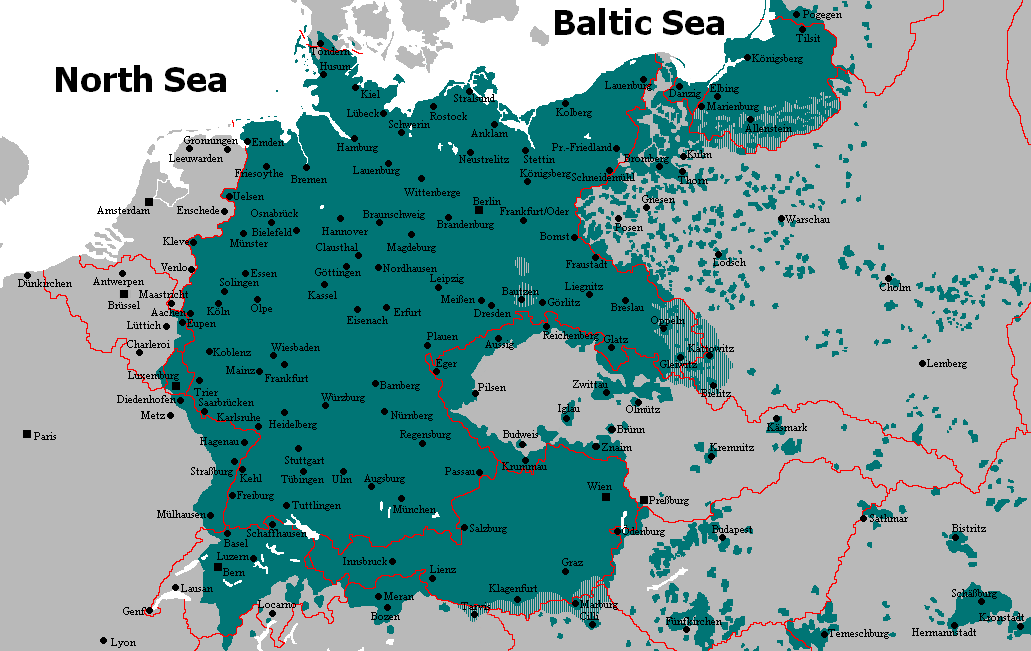
Поселения немцев в Центральной Европе в 1929 году

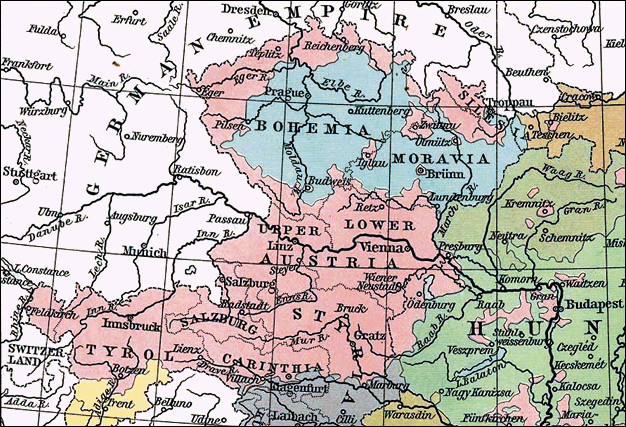
Фрагмент национальной карты Австро-Венгрии в 1911 году. Розовый цвет — немецкоязычное население, голубой — чешское. Территории судетских немцев образуют розовый «кант» вокруг центральной Чехии; германские земли южнее её соответствуют Австрии в современных границах. В течение 1938 года все эти территории вошли в состав Германии.

Па̀нгермани́зм (нем. Alldeutschtum, лат. Pangermanismus) — возникшее в XIX веке пандвижение, в основе которого лежала идея политического единства германской нации на основе этнической, культурной и языковой идентичности.

## Предыстория
Великогерманское движение существовало во всех государствах Германской империи ещё в средние века. Оно стремилось укрепить империю, вплоть до создания союза. Но этого не случилось, так как означало бы потерю власти дворянства. В результате Реформации единство немцев ещё больше ослабло, поскольку к политическим границам теперь добавились конфессиональные границы. В ходе Силезских войн господство Вены в Германской империи уменьшилось, в результате чего сам император потерял интерес к сильной империи. Антагонизм между теперь уже великими державами Пруссией и Австрией ещё больше мешал пангерманскому объединению. В результате наполеоновских войн в начале XIX века это движение приобрело огромное значение. Наполеон знал, как использовать раздробленность Германии, чтобы натравить малые немецкие государства друг на друга. В частности, на его стороне против Пруссии, Австрии и других немецких государств воевали государства Рейнской конфедерации, Бавария и Саксония. Наполеон потерпел поражение, в том числе благодаря братанию немцев. Для пангерманистов наполеоновские войны послужили убедительным доказательством того, как Германия ослабляется малыми государствами. По итогам Венского конгресса Германская империя, распавшаяся в 1806 году, была заменена Германским союзом, что означало более свободное сообщество, чем Священная Римская империя германской нации.

## История

### Пруссия, Австрия и национализм
В середине XIX века в отдельных немецких государствах и прежде всего в двух самых могущественных из них, Пруссии и Австрии, предпринимались важные усилия по созданию немецкого национального государства. Главный вопрос заключался в том, должны ли государства Германского союза стремиться к «малому германскому решению» под руководством Пруссии или же к «великогерманскому решению», включая Австрию. Однако Австрийская империя, которой правили Габсбурги, была многоэтническим государством, народы и народности которого также имели национальные стремления к присоединению к своим национальным государствам или к независимости. В ходе революций 1848—1849 годов либерально-национальные революционеры призывали к великогерманскому решению. После Австро-прусско-итальянской войны Германский союз был распущен, и поэтому Австрия больше не была частью Германии. Внутри империи Габсбургов также росла этническая напряженность.
Под политическим руководством северогерманца Отто фон Бисмарка наконец удалось реализовать «малое германское решение». В 1871 году была основана Германская империя. За этим последовала коронация Вильгельма I как немецкого императора. Вторым немецким монархом был император Габсбургов в Вене. О едином «императоре Германии» не могло быть и речи.
Многие этнические немцы (в то время их в основном называли «фольксдойче» наряду с «немцами рейха») продолжали жить за пределами новой Германской империи. В частности, в многоэтнической империи Австро-Венгрии немецкие националистические круги стремились к объединению с новой Германской империей, которую они считали своим отечеством в духе «великогерманского решения», а именно с умеренной Немецкой либеральной партией и этнически-националистическим Национальным движением. Это часто приводило к спорам между сторонниками и противниками этого движения. В своей речи 11 марта 1882 года «Что такое нация?» Эрнест Ренан на примере немцев и славян указал на этническую концепцию нации, возникшую в этих дискуссиях, и на пандвижения, возникшие в результате конфликтов: «Имейте в виду, что эта этнографическая политика ненадежна. Сегодня вы используете ее против других; позже вы увидите, как она обернется против вас. Неужели немцы, так высоко поднявшие знамя этнографии, не увидят когда-нибудь славян, в свою очередь, исследующих названия деревень Саксонии и Лаузица, исследующих следы вильцев и ободритов и призывающих к ответственности за резню и массовые продажи в рабство, которые Оттоны устроили их предкам?»
Наиболее внимательным наблюдателем ситуации немецко-славянского конфликта был поздний президент Чехословакии Томаш Масарик, который прежде всего отметил, как антиславянская враждебность снисходительно отказывала якобы неспособным к государственности славянам в их национальном праве на самоопределение, тогда как такие политические журналисты, как Фридрих Лист, Поль де Лагард и Константин Франц, пропагандировали приграничное колонизационное расширение немецкой сферы влияния на Польшу и через Дунай до его устья в Черном море.
Внутри и за пределами «всегерманского» движения существовали также далеко идущие планы создания «Великой Германской империи», которая должна была основываться на союзе лингвистически и культурно родственных германских народов, то есть наряду с немцами к генетически превосходящей «расе господ» должны были, например, принадлежать голландцы, фламандцы, датчане, шведы, норвежцы и англичане. Эти расовые теории, которых придерживался, например, Хьюстон Стюарт Чемберлен, нашли своих последователей прежде всего среди британской аристократии, что можно проследить даже в 1930-х годах, когда некоторые британские политики, в том числе король Эдуард VIII, хотели сотрудничать с нацистской Германией. В немецкоязычной Швейцарии во время Первой и Второй мировой войн наряду со сторонниками нейтралитета были и немецкие националисты, которые стремились к присоединению или хотя бы к сотрудничеству с Германским рейхом.

### После Первой мировой войны
Новая демаркация границ, предусмотренная союзниками в послевоенных Парижских договорах, усилила пангерманские устремления, которые были направлены прежде всего на «кровоточащую границу» с новым соседом — национальным государством Польшей. Исследования фольклорной и культурной почвы, созданные в рамках немецкого востоковедения, в которых рассматривались вопросы так называемой пограничной немецкости, были направлены в первую очередь на пересмотр смысла существования польского государства с точки зрения немецкой этнической политики.
В Парижских договорах был также прописан запрет на присоединение между Республикой Германская Австрия, недавно основанной из немецкоязычных областей старой Габсбургской монархии, и Германией, которая также сократилась в размерах и экономически ослабела, чтобы противодействовать будущим угрозам миру и балансу сил на континенте. Планы создания таможенного союза Германии и Австрии не удалось реализовать в 1931 году из-за давления Франции.
Возникновение и становление национал-социализма, приход к власти Гитлера, родившегося в Австрии,  и «присоединение» Австрии к Германскому рейху в 1938 году в конечном итоге привели к Второй мировой войне и разрушили эти стремления.

### После Второй мировой войны
Поражение Германии во Второй мировой войне означало также конец пангерманизма. Например, в восстановленной Австрийской Республике усилия были направлены в противоположном направлении, в большей степени в сторону собственной австрийской идентичности — люди больше не хотели называть и чувствовать себя немцами. Сегодня в Австрийской Республике чувство идентичности людей как австрийцев укрепилось, и многие граждане больше не хотят видеть себя немецкими австрийцами — за исключением людей и групп, которые думают о немецком национализме. Опыт национал-социализма травмировал большинство немцев до такой степени, что любое движение пангерманизма было табуировано или получало решительный политический отпор.
Большинство швейцарцев, лихтенштейнцев, жителей Южного Тироля, восточных бельгийцев и т. д. сегодня считают себя немецкоязычными народами или этническими группами. Благодаря целенаправленному культивированию их соответствующего диалекта (люксембургский, швейцарский немецкий) и повышению его статуса до национального языка подчеркивается их собственная идентичность и независимость от Германии.